# Henning Schultz-Lorentzen
Henning Schultz-Lorentzen (* 20. Dezember 1901 in Nuuk, Grönland; † 19. Oktober 1995) war ein dänischer Propst.

## Leben
Henning Schultz-Lorentzen war der Sohn des Missionars Christian Wilhelm Schultz-Lorentzen (1873–1951) und seiner Frau Sophie Nicoline Christensen (1872–1967). Er wurde in Nuuk geboren, wo sein Vater Seminariumsleiter war. Er wuchs in Grönland auf, bevor sein Vater 1912 nach Dänemark zurückkehrte. Henning schloss 1921 die Metropolitanskolen ab und begann ein Theologiestudium. Am 9. Juli 1926 heiratete er Else Kunckel (1905–1983), Tochter von Claus F. Kunckel († 1948) und Johanne Jakobsen († 1944). Aus der Ehe ging unter anderem der Sohn Helge Schultz-Lorentzen (1926–2001) hervor. Nachdem er das Studium 1929 beendet hatte, wurde er im selben Jahr als ordinierter Helfer nach Nuuk geschickt. Im Folgejahr wurde er zum kommissarischen Leiter der Efterskole in Aasiaat ernannt, bevor er 1931 Pastor in Maniitsoq wurde, was er bis 1935 blieb. 1936 kehrte er nach Nuuk zurück, wo er neben seiner Tätigkeit als Pastor anfangs ein Jahr als kommissarischer Leiter von Grønlands Seminarium wirkte. 1945 wurde er zum Propst von Grönland ernannt, wobei er das Amt bis 1948 nur kommissarisch ausübte. 1957 wurde er pensioniert. Er war Ritter des Dannebrogordens. Henning Schultz-Lorentzen starb 1995 im Alter von 93 Jahren und wurde auf dem Vor Frelsers Kirkegård in Kopenhagen bestattet.